# Provincia de Minas Gerais
La provincia de Minas Gerais (en portugués: província de Minas Gerais) fue una unidad administrativa y territorial del Imperio del Brasil desde 1821, creada a partir de la capitanía de Minas Gerais. Luego de la proclamación de la República el 15 de noviembre de 1889 pasó a convertirse en el actual estado de Minas Gerais.